# Signature Tower Jakarta
 (janvier 2021).
La Signature Tower Jakarta (Tour Signature de Jakarta) est un gratte-ciel en projet à Jakarta en Indonésie. Elle devrait atteindre 638 mètres de haut pour 113 étages, et donc compter parmi les plus hautes du monde. Sa construction devrait débuter en 2015. Les permis de construire ont été accordés à la fin de l'année 2015. Le planning prévisionnel prévoyait un démarrage des travaux au troisième trimestre de 2016, sous réserve que la somme d'environ 1,5 milliard de dollar soit rassemblée. La China State Construction Engeneering a été retenue pour la construction de la tour.
La future tour, d'une surface de 45 hectares sera localisée au sein du Sudirman Central Business District (SCBD), près du Semanggi Interchange , au sud du stade Gelora Bung Karno. Il prendra place dans le Triangle d'or de Jakarta, où sont centrées les principales activités de la ville centrées. Lorsqu'elle sera achevée, la tour comprendra 6 niveaux de parkings en sous-sol. Les étages seront utilisés pour des activités commerciales, de congrès, de divertissement ainsi que des espaces de bureaux et résidentiels.

## Conception et design
Les sols du Bassin de Jakarta (où est localisée la tour) sont composés de dépôts alluviaux instables. D'autre part celle-ci est localisée en zone soumises à prescriptions constructives relatives au risque sismique. Ces paramètres ont été pris en compte dans la conception de la tour. Des tests de résistance au vent ont été réalisés sur maquette au 1:500 pour un vent à 40 m/s.
Le 13 juillet 2017, le gouverneur de Jakarta, Djarot Syaiful Hidayat organisa une réunion avec les concepteurs du projet et ont obtenus un accord d'intégrer la tour dans le développement du Jakarta MRT. Djarot envoya ensuite une lettre au président indonésien Joko Widodo lui demandant de faire de la tour une icone nationale.

### Fondation
Pour la construction des 6 niveaux de sous-sols (sur 23,5 m), le projet prévoit des excavations  ainsi que du rabattement de nappe. Des pieux de 1,2 m de diamètre et 90 m de long seront forés. Ils seront espacés de 3,6 m et suspendus à un système de fondation de 6,5 m à 7,5 m d'épaisseur, conçus pour résister aux contraintes de vents et aux contraintes sismiques de la zone.
Cette techniques distribue les contraintes axiales sur les sédiments les plus durs et denses , sous les alluvions. Les murs des sous-sols ont une épaisseur de 1,1 m et sont conçus pour répondre aux contraintes de pressions dues aux sols et à la nappe.

## Une construction reportée
En juin 2018, PT Danayasa Arthatama, la société qui détient et développe le SCBD, a annoncé que le développement de Tour Signature de Jakarta était reportée sine die. Tony Soesanto, directeur de la société de développement de projets Grahamas Adisentosa, a déclaré que la société avait décidé de reporter la construction, le marché des bureaux n'étant pas prometteur. Il a également déclaré qu'il y avait un problème de financement et que la société avait tenté d'organiser une tournée de présentation pour attirer des investisseurs ou des prêts.
1. 1 2  (en + ch) Wijanto, Sugeng, Prasetyoadi et Tiyok, « The Signature Tower reaching High int he sky of Indonesia », CTBUH Research Paper,‎ 2012 (lire en ligne [PDF])